# CB-radio

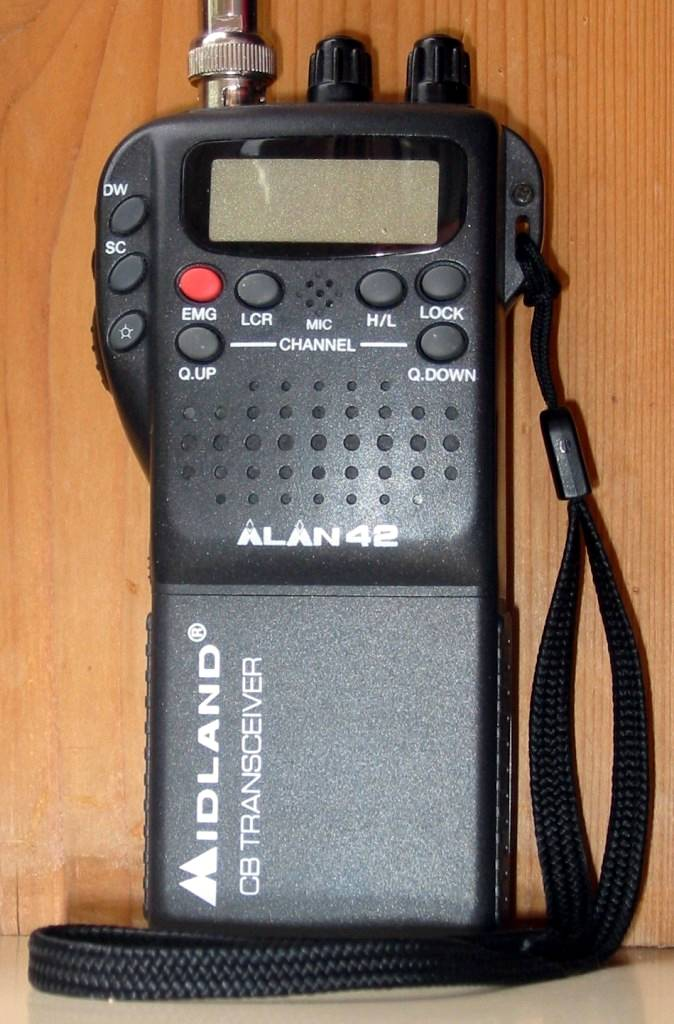
Ręczny transceiver CB Alan 42

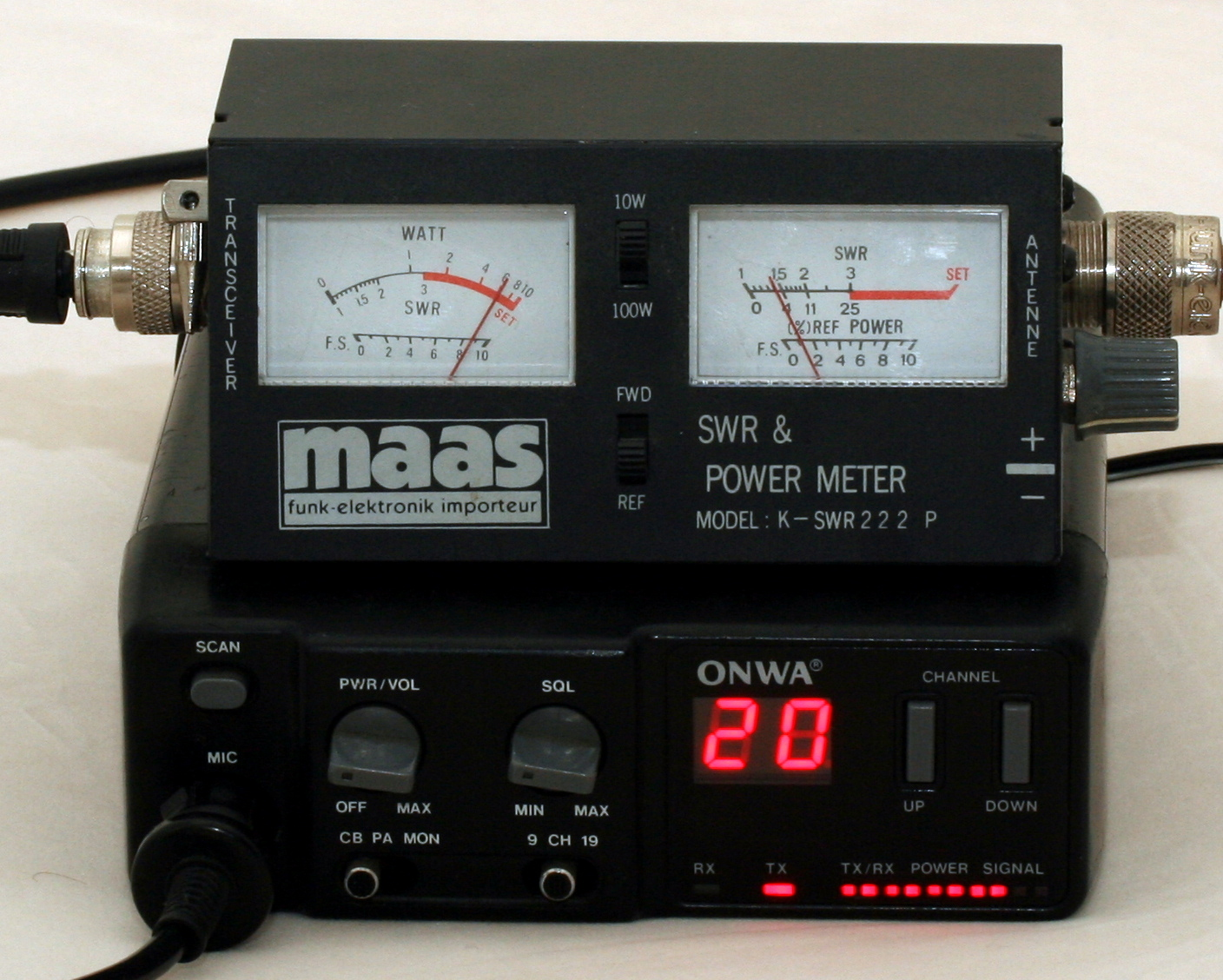
Radio Onwa MK-2 z miernikiem SWR

CB-radio (od ang. citizens’ band radio, radiowa łączność obywatelska) – system amatorskiej radiokomunikacji wykorzystujący ogólnodostępne tzw. pasmo obywatelskie (w Polsce 26,960 – 27,400 MHz).
W otwartym i płaskim terenie stacje bazowe mają zasięg kilkudziesięciu kilometrów, stacje samochodowe do kilkunastu kilometrów, radiostacje ręczne od kilkuset metrów do kilku kilometrów (zależnie od anteny); możliwa jest łączność na wiele tysięcy kilometrów przez odbicie fali od jonosfery (łączność DX).

## Historia
W odróżnieniu od krótkofalarstwa, użytkownikiem CB radia może być każdy, bez konieczności posiadania pozwolenia radiowego. Historia CB radia sięga lat 40. XX wieku, kiedy to w Stanach Zjednoczonych w łączności dla potrzeb obywatelskich zaczęto eksperymentować w paśmie 460–470 MHz oraz 250 MHz, a później w paśmie 27 MHz, które jest używane do dziś. Twórcą CB radia jest Al Gross, który w 1939 roku stworzył Walkie-talkie, a w 1943 pierwsze CB radio. W 1958 FCC przeznaczyła na ten cel pierwsze 23 kanały w paśmie 27 MHz (wydzielona część z naziemnego pasma wojskowego w tym czasie 20–50 MHz).
W połowie lat sześćdziesiątych CB radio trafiło do Europy. W Polsce zaczęło być popularne dopiero w latach dziewięćdziesiątych, choć wcześniej zaczęto produkować jednokanałowe ręczne radiotelefony. Na początku do użytku dopuszczonych było tylko 28 kanałów. Użytkownicy zaczęli używać ostatniego kanału jako kanału wywoławczego. Po rozszerzeniu pasma do 40 kanałów przeznaczenie „28” się nie zmieniło.
W Polsce do lipca 2004 roku, aby móc nadawać w paśmie CB, należało oprócz zakupu radiotelefonu uzyskać pozwolenie w PIR, potem w PAR, potem w URT, a jeszcze później w URTiP. Dziś należałoby uzyskać pozwolenie w Urzędzie Komunikacji Elektronicznej.
Obecnie, zgodnie z rozporządzeniem Ministra Administracji i Cyfryzacji z dnia 12 grudnia 2014 roku (Dz.U. z 2017 r. poz. 96), nadawanie na terenie Polski w zakresie częstotliwości 26,960–27,410 MHz nie wymaga uzyskania pozwolenia radiowego ani posiadania świadectwa operatora. Nie ma także obowiązku, w wypadku kontroli drogowej, okazywania świadectwa homologacji CB radia lub deklaracji zgodności CB radia z normą ETSI EN 300 135; ETSI EN 300 433.

## Technika

### Modulacja i moc nadawania
Do nadawania w paśmie CB w Polsce używa się radiotelefonu pracującego z modulacją AM lub FM nadającego z mocą do 4 W, a z modulacją SSB do 12 W PEP.

### Częstotliwości
W Polsce do łączności w paśmie CB zostały przeznaczone częstotliwości od 26,960 MHz do 27,410 MHz (według Dz.U. z 2017 r. poz. 96), podzielone na 40 kanałów oddalonych od siebie co 10 kHz.
Pomiędzy niektórymi kanałami istnieje odstęp 20 kHz. Takie puste miejsca nazywane są „dziurami” i zwykle oznacza się je numerem poprzedzającego kanału razem z literką A. Kanały te to 3A, 7A, 11A, 15A oraz 19A, które zostały wydzielone do celów stosowania przez urządzenia zdalnego sterowania modeli i normalnie nie są dostępne w radiotelefonach CB-radia.
W Polsce nie ustalono prawnie zasad korzystania z poszczególnych kanałów i częstotliwości CB-radia. Przyjęto na wzór amerykańskich regulacji prawnych, że kanał o numerze 9 służy do wzywania pomocy i nazywany jest kanałem ratunkowym. Przyjęto także zwyczaj, że kanał o numerze 19 służy do komunikacji między pojazdami i jest nazwany kanałem drogowym.
Kanał o numerze 14 zwyczajowo bywa określany mianem śmietnika, gdyż większość prostych urządzeń zdalnego sterowania, zabawek oraz radiotelefonów dostępnych w sklepach zabawkowych i na targowiskach pracuje właśnie na tym kanale.
Na dużym obszarze Polski jako kanał wywoławczy – czyli kanał, na którym wywołuje się rozmówcę, a potem zmienia częstotliwość w celu prowadzenia rozmowy – jest kanał 28 (aktualnie martwy, wyjątek stanowi Poznań, Szczecin, Lębork i Piotrków Trybunalski) – na niektórych obszarach kraju bywa także używany w tym celu kanał 15. Przyjęło się też, że kanał o numerze 2 wykorzystuje się do wzywania taksówek i łączności między nimi. Do porozumiewania się w czasie jazdy w terenie często używa się kanału 16, bo 4 × 4 = 16.
W większości miast jest grupa osób, które pomagają w pokonaniu trudności związanych z nieznajomością ulic i lokalizacji różnych miejsc docelowych. Istnieją kanały tak zwanych „ogólnych prowadzących” na których po wywołaniu np. „ogólny prowadzący, mobilek prosi”, można uzyskać takową pomoc. Dzięki tej pomocy można sprawnie ominąć zatory w ruchu, ograniczenia tonażowe i wysokościowe, znaleźć właściwy adres. Przykładowo w Szczecinie takim kanałem „ogólnym prowadzącym” jest kanał 24. Tutaj sprawnie już od wielu lat pomaga kierowcom Romano Pomorzany. Na tym kanale również sprawnie porozumiewają się między sobą w Szczecinie i okolicach stacje bazowe.
W Polsce istnieje zwyczaj używania częstotliwości kanałów przesuniętych o 5 kHz w dół, czyli w tak zwane „zera”. Zjawisko odbicia sygnału od jonosfery można zaobserwować u nas, słuchając rozmów z Portugalii, Włoch, Rosji.
Na świecie warunki korzystania z CB radia regulują lokalne przepisy. W wybranych krajach oprócz podstawowej „czterdziestki” dopuszcza się korzystanie z dodatkowych pasm częstotliwości.
W Polsce dopuszczalne jest jedynie korzystanie z pasma 26,960 do 27,410 MHz. Nadawanie w innych pasmach jest nielegalne. Mimo to używane są przede wszystkim do dalekich łączności DX, głównie z modulacją SSB. Częstotliwości powyżej 28,000 MHz są międzynarodowo przyznane krótkofalowcom i nie mogą być używane przez inne służby.
Pasma częstotliwości CB radia (każde pasmo ma szerokość 40+5 kanałów po 10 kHz = 450 kHz):
- A – 26,060 do 26,510 MHz
- B – 26,510 do 26,960 MHz
- C – 26,960 do 27,410 MHz – tylko ten zakres częstotliwości jest dopuszczony do użytkowania w Polsce.
- D – 27,410 do 27,860 MHz
- E – 27,860 do 28,310 MHz

W radiach z sześcioma „czterdziestkami”, np. Pearce-Simpson Super Cheetah, Lafayette Typhoon II czy Midland Alan 87 (oraz ich klony) występuje inne oznaczenie pasm:
- A – 25,610 do 26,060 MHz
- B – 26,060 do 26,510 MHz
- C – 26,510 do 26,960 MHz
- D – 26,960 do 27,410 MHz – tylko ten zakres częstotliwości jest dopuszczony do użytkowania w Polsce.
- E – 27,410 do 27,860 MHz
- F – 27,860 do 28,310 MHz

Tabela zawiera plan kanałów „podstawowej czterdziestki”, pasmo 26,960...27,410 MHz
| Kanał | Nośna      | Zwyczajowe użycie                                                                            |
| ----- | ---------- | -------------------------------------------------------------------------------------------- |
| 1     | 26,965 MHz |                                                                                              |
| 2     | 26,975 MHz |                                                                                              |
| 3     | 26,985 MHz |                                                                                              |
| 3a    | 26,995 MHz | Urządzenia zdalnego sterowania                                                               |
| 4     | 27,005 MHz |                                                                                              |
| 5     | 27,015 MHz |                                                                                              |
| 6     | 27,025 MHz | USA: kanał miłośników nadawania z dużą mocą                                                  |
| 7     | 27,035 MHz |                                                                                              |
| 7a    | 27,045 MHz | Urządzenia zdalnego sterowania                                                               |
| 8     | 27,055 MHz |                                                                                              |
| 9     | 27,065 MHz | PL: kanał ratunkowy USA: kanał zastrzeżony do łączności ratunkowej                           |
| 10    | 27,075 MHz |                                                                                              |
| 11    | 27,085 MHz | PL: testy łączności awaryjnej (27,080 MHz USB)USA: kanał do dalekich łączności (DX)          |
| 11a   | 27,095 MHz | Urządzenia zdalnego sterowania                                                               |
| 12    | 27,105 MHz |                                                                                              |
| 13    | 27,115 MHz | PL: testy łączności awaryjnej (27,110 MHz AM)                                                |
| 14    | 27,125 MHz | Urządzenia jednokanałowe strojone kwarcem, walkie-talkie                                     |
| 15    | 27,135 MHz |                                                                                              |
| 15a   | 27,145 MHz | Urządzenia zdalnego sterowania                                                               |
| 16    | 27,155 MHz | USA: używany przez kierowców Off-road                                                        |
| 17    | 27,165 MHz | USA: używany przez kierowców ciężarówek na drogach północ-południe                           |
| 18    | 27,175 MHz |                                                                                              |
| 19    | 27,185 MHz | PL: kanał drogowy/kierowcy ciężarówek (27,180 MHz AM) USA: kanał drogowy/kierowcy ciężarówek |
| 19a   | 27,195 MHz | Urządzenia zdalnego sterowania                                                               |
| 20    | 27,205 MHz |                                                                                              |
| 21    | 27,215 MHz |                                                                                              |
| 22    | 27,225 MHz |                                                                                              |
| 24    | 27,235 MHz |                                                                                              |
| 25    | 27,245 MHz |                                                                                              |
| 23    | 27,255 MHz |                                                                                              |
| 26    | 27,265 MHz |                                                                                              |
| 27    | 27,275 MHz |                                                                                              |
| 28    | 27,285 MHz | PL: kanał wywoławczy/bazowy (27,280 MHz)                                                     |
| 29    | 27,295 MHz |                                                                                              |
| 30    | 27,305 MHz |                                                                                              |
| 31    | 27,315 MHz |                                                                                              |
| 32    | 27,325 MHz |                                                                                              |
| 33    | 27,335 MHz |                                                                                              |
| 34    | 27,345 MHz |                                                                                              |
| 35    | 27,355 MHz |                                                                                              |
| 36    | 27,365 MHz |                                                                                              |
| 37    | 27,375 MHz |                                                                                              |
| 38    | 27,385 MHz |                                                                                              |
| 39    | 27,395 MHz |                                                                                              |
| 40    | 27,405 MHz |                                                                                              |

### Urządzenia techniczne
Do przeprowadzania łączności wykorzystuje się radiotelefony przenośne (Alan 38, Alan 42 Multi), przewoźne (Alan 48+, Anytone Apollo I, Canva CB-268, Cobra 19+, President Herbert) oraz stacjonarne (Alan 555). W Polsce pierwszymi popularnymi jednokanałowymi radiotelefonami przenośnymi były Echo i Tukan.
Rodzaje anten stosowane w paśmie CB: bazowe lub balkonowe (np. Lemm AT-92, Sirio Boomerang 27), samochodowe (np. Falcon, Lemm AT-71), do radiotelefonów przenośnych (np. helikalne lub teleskopowe).
W przypadku stosowania urządzeń stacjonarnych bardzo przydatny okazuje się reflektometr (ang. SWR-meter) do monitorowania prawidłowego zestrojenia anteny oraz tzw. skrzynka antenowa – pozwalająca dopasować impedancję anteny do radiotelefonu.

## Przepisy
Radiotelefonów CB można używać w Polsce bez pozwolenia/zezwolenia – wystarczy, że spełniają one wymagania europejskich norm ETSI dla urządzeń CB, potwierdzone odpowiednim dokumentem, który winien być przekazany nabywcy wraz z zakupionym urządzeniem. Urządzenia powinny mieć także znak CE, dopuszczający do obrotu na terenie UE.
Aktualnie obowiązujące uregulowania prawne w Polsce nie zabraniają korzystania z urządzeń nadawczo-odbiorczych typu CB radio podczas kierowania pojazdem.

## Organizacje CB radia
Na świecie istnieje wiele grup i organizacji zgromadzonych wokół CB radia. W Polsce popularnym stowarzyszeniem jest PL-CB RADIO będące przedstawicielem Europejskiej Federacji Radia Obywatelskiego ECBF. Organizacja ta powstała w 1988 roku (inicjatorem powołania stowarzyszenia był Jerzy Płókarz, którego wybrano prezesem Zarządu Głównego PL-CB Radio oraz wiceprezydentem ECBF) i wkrótce potem doprowadziła (poprzez podpisanie porozumienia z Ministerstwem Łączności) do zmiany w przepisach dopuszczających używanie 40 kanałów i mocy 4 W w modulacji AM i FM oraz 12 W PEP w modulacji SSB. Inne organizacje to Lima Oscar, WAUR. Istnieje też wiele grup zrzeszających amatorów dalekich łączności DX. Popularne kluby to Papa Lima Charlie Bravo – pierwszy polski klub DX (rok założenia 1987), polski ECHO-ECHO, Sugar Mike, Zulu Tango, Black Dragon i zagraniczny Alfa Tango oraz Sugar Delta. Przy wywoływaniu stacji używa się głównie pseudonimu lub znaku przyznanego przez organizację zrzeszającą albo urząd.

## Kanały

### CB kanał 9 (ratunkowy)
Kanał służący wyłącznie do wzywania pomocy w nagłych wypadkach. W żadnym wypadku nie należy prowadzić na tym kanale prywatnych rozmów.
Dawniej były stosowane kanały osłonowe (pomocnicze) dla „9”, na których nie należało prowadzić rozmów, czyli 8 i 10, ale to było w czasach gdy Sztab Ratownictwa PL-CB RADIO prowadził na terenie całej Polski stały nasłuch tego kanału i przyjmował tą drogą wezwania o pomoc, które następnie przekazywał do odpowiednich służb (Pogotowie Ratunkowe, Straż Pożarna, Policja).
Obecnie, od czasu rozwoju telefonii komórkowej, zaprzestano stałego dyżurowania na kanale 9. Nasłuch taki jest uruchamiany przez Sztab Ratownictwa Społecznej Krajowej Sieci Ratunkowej – SKSR (będący przedstawicielem Europejskiej Federacji Radia Obywatelskiego – ECBF) głównie w sytuacji klęski żywiołowej, gdy zawodzą inne środki łączności.
Kanał 9 jest też wykorzystywany przez Sztab Ratownictwa SKSR do łączności pomiędzy ratownikami podczas akcji ratunkowych tak jak np. prowadzenie na danym terenie poszukiwania zaginionych osób.
W Polsce jest zarejestrowanych w SKSR ok. 10 tysięcy społecznych ratowników, którzy zadeklarowali gotowość udziału w akcjach ratunkowych w przypadku wystąpienia klęski żywiołowej, czy też katastrofy na dużą skalę. Stale do tego grona dołączają kolejni użytkownicy CB RADIO.

### CB kanał 19 (drogowy)
CB radio jeszcze niedawno miało więcej użytkowników radiotelefonów zainstalowanych stacjonarnie. W obecnym czasie wróciło do swoich „korzeni”, czyli łączności mobilnej. Większość kierowców – użytkowników CB ma na trasie stale włączone radiotelefony na kanale 19. Kanał używany jest głównie do wymiany informacji o kontrolach drogowych policji, straży miejskiej czy inspekcji drogowej, rzadziej do uzyskania informacji o sposobie dojazdu czy aktualnej sytuacji (utrudnieniach) w ruchu drogowym (np. kolizjach, wypadkach czy nieprzejezdnych drogach), lokalach gastronomicznych, stacjach benzynowych, sklepach czy serwisach samochodowych, a także mniej samochodowych (kawały w korkach itp.).
Na Ukrainie oraz w Rosji jego odpowiednikiem jest kanał 15 (27,130 AM) używany najczęściej przez kierowców ciężarówek, który służy do informowania o korkach, awariach albo o miejscach postoju patroli policji.

### CB kanał 28 (bazowy)
Zwyczajowy kanał który w latach 90. był używany tylko do wywoływania. Również kanały 27 i 29 nie były wykorzystywane do prowadzenia rozmów z powodu dużej czułości odbiorników bazowych. Obecnie używany dość często poza obszarami miast.
Kanał 20 używany jest również na Ukrainie i w Rosji jako kanał wywoławczy. Większość używa modulacji AM, ale można spotkać i nadających w FM lub w „piątkach”.
PRZEMIENNIKI CBo
W miejscowości Domaradz w woj. podkarpackim od około 2 lat działa przemiennik CB. Nadawanie w emisji FM na kanale 1 a odbiór na kanale 40. Przemiennik wyzwalany jest nośną na kanale 1 trzymaną przez ok. 10 s. Aktywacja przemiennika przyczyniła się do powstawania nowych stacji bazowych, a także reaktywacji starych, szczególnie w okolicach Rzeszowa.

## Slang
- czajnik, czajnikowanie – osoba podsłuchująca, podsłuchiwanie
- smerfy, misie, miśki – policjanci
- hulajnoga, miś na hulajnodze – policjant na motocyklu
- suszarka, laser – policjant mierzący prędkość
- patelnia – przenośny radar z okrągłą anteną (starszego typu, używany jeszcze przez Milicję)
- koledzy, mobilki – mobilni użytkownicy CB radia
- krokodylki, inspektorki, zieloni – ITD
- szerokości – szerokiej drogi
- ...i przyczepności – przyczepnej/czarnej drogi, brak niekontrolowanych poślizgów – pozdrowienie stosowane tylko w zimie.
- na bombach – uprzywilejowany pojazd jadący na sygnale
- bat – antena CB
- bajo – cześć, na razie
- wycinam się – wyłączam się z nasłuchu
- pauza – czas na przerwę
- ogólny w kierunku – każdy posiadający radio jadący w danym kierunku
- oszczędności – przyoszczędzone paliwo
- mobilki jak dróżka/sytuacja/ścieżka w kierunku Szczecina – czy stoi jakaś policja lub inni mundurowi na drodze do Szczecina
- [na pytanie jw.] (masz) czysto – nie ma policji ani innych zakłóceń
- karakan – osobówka
- kolego w skakance z czerwoną firaną – kolego w scani z czerwoną plandeką (adekwatnie iveco – iwcia, volvo – globtroter, man – maniek, renault – renia)
- margines – pas techniczny, pobocze, pas roboczy
- oberek, zawrotka, strzelić rogala – zawrócenie np. na skrzyżowaniu, rondzie
- ścieżka, dróżka – droga
- stacjonarka – antena, baza stacjonarna (nie mobilna)
- radyjko – radiotelefon CB
- śmietnik – radar przenośny wyglądający jak kubeł na śmieci – robiący zdjęcia, stojący przy ulicy
- żeni ci się – czyli coś ci się sprzęga – piszczy
- szklarnia – autobus
- wanienka – wywrotka
- lepper – traktor
- 73 – pozdrawiam
- 88 – całusy
- fotograf, puszka – fotoradar
- ściera – plandeka
- szmata – plandeka starego typu (nie firana a otwierana cała razem z dachem)
- regulator ruchu – pojazd jadący bardzo wolno i znacząco tamujący ruch (sznur pojazdów za nim), często jest to autobus PKS
- koń – ciągnik siodłowy
- teściowa – naczepa